# Ильдем, Дженк
Дженк Ильдем (тур. Cenk İldem; род. 5 января 1986, Шишли, Стамбул, Турция) — турецкий борец греко-римского стиля, призёр чемпионатов мира и Европы.

## Карьера
Родился в 1986 году в Стамбуле. С 10 лет занялся борьбой под руководством отца Хюсеина Ильдема, который также является борцом. В 2010 году стал обладателем бронзовой медали чемпионата Европы. В 2011 году завоевал бронзовую медаль чемпионата мира. В 2013 году вновь стал обладателем бронзовой медали чемпионата Европы. В 2014 году завоевал серебряную медаль чемпионата Европы и бронзовую медаль чемпионата мира.
На предолимпийском чемпионате планеты в Казахстане в 2019 году в весовой категории до 97 кг, Дженк завоевал бронзовую медаль и получил олимпийскую лицензию для своего национального Олимпийского комитета.
В феврале 2020 года на чемпионате континента в итальянской столице, в весовой категории до 97 кг Дженк в схватке за бронзовую медаль поборол спортсмена из Финляндии Матти Куосманен и завоевал бронзовую медаль европейского первенства.